# Velký Hornek
Velký Hornek je přírodní rezervace nacházející se v jižní části chráněné krajinné oblasti Moravský kras na pomezí katastru městské části Brno-Líšeň a obce Mokrá-Horákov. Předmětem ochrany jsou stepní a lesostepní společenstva s fragmenty šípákových doubrav, v nichž se nachází nejsevernější lokalita výskytu řady chráněných druhů rostlin a živočichů. Z botanického i zoologického hlediska se jedná o jednu z nejcennějších lokalit jižní části Moravského krasu.

## Stanoviště
Rezervace je situována na náhorní plošině a k ní přilehlých prudkých svazích ústících dole do hlubokého údolí Říčky. K velkému druhovému bohatství přispívá jak geologické podloží tvořené deskovitými, dobře odlučnými svrchnodevonskými biodetritickými hádsko-říčskými vápenci líšeňského souvrství, tak i velké rozpětí nadmořských výšek (275–427 m), které dává vzniknout řadě rozmanitých biotopů. Značný vliv má také někdejší hospodářské využívání této oblasti, ještě počátkem 20. století odlesněné a využívané jako pastviny a zdroj palivového dřeva. Vznik světlin umožnil rozšíření řady světlomilných a teplomilných druhů rostlin a živočichů, z nichž např. kosatec nízký (Iris pumila) nebo oman oko Kristovo (Inula oculus-christi) zde mají jedinou lokalitu výskytu v celém Moravském krasu.

## Fauna a flóra

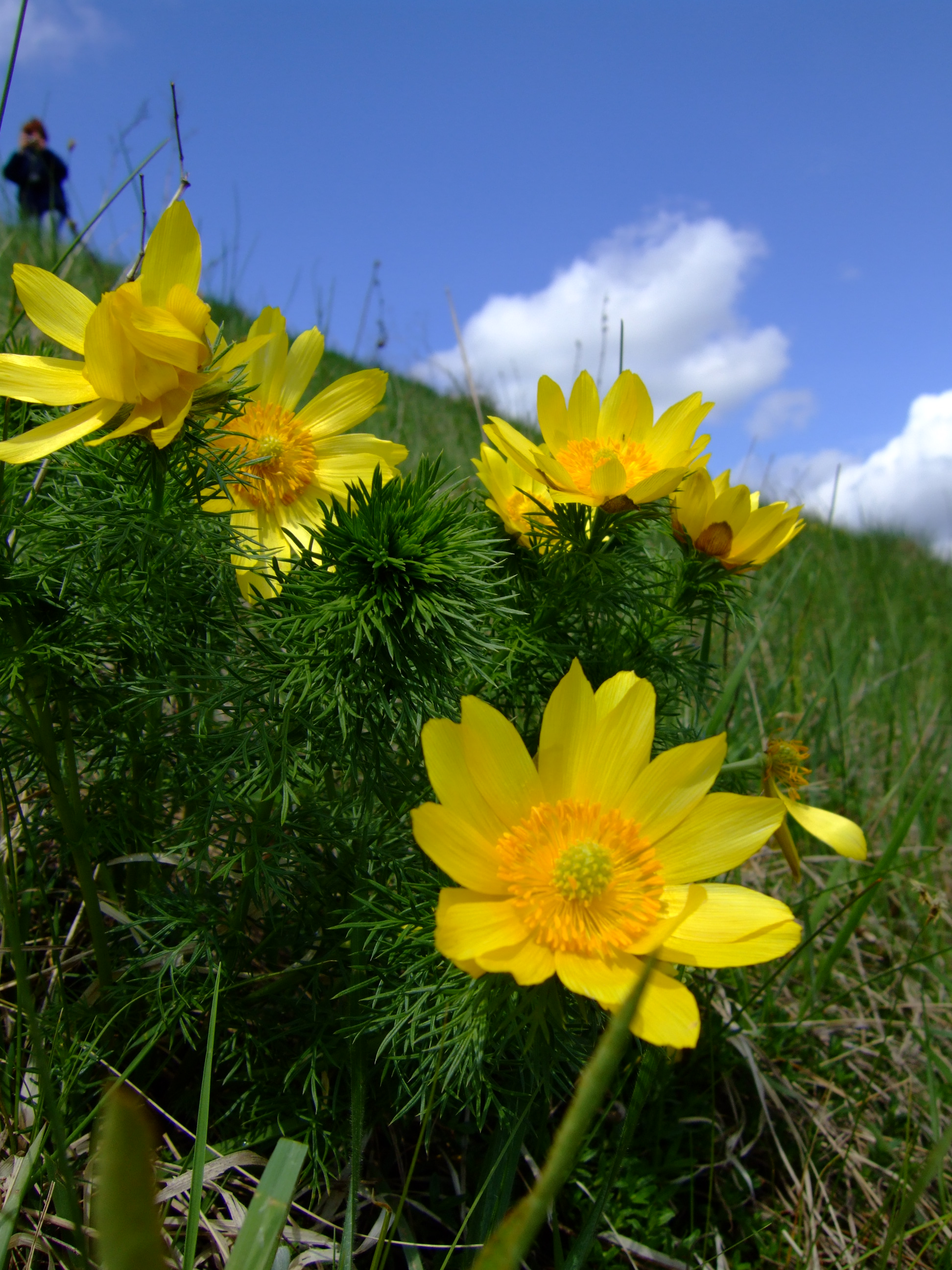
Hlaváček jarní (Adonis vernalis)

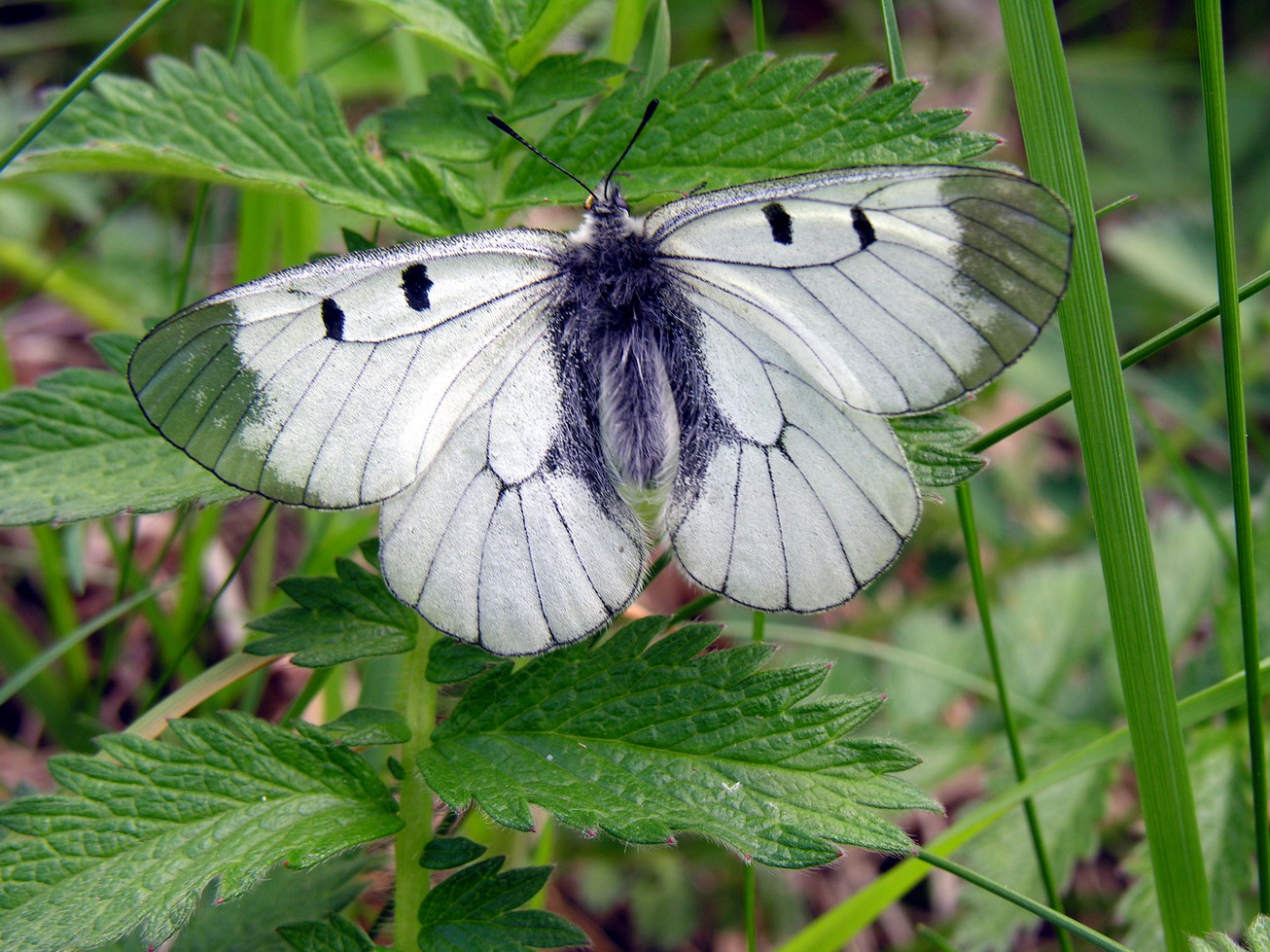
Jasoň dymnivkový (Parnassius mnemosyne)

Velký Hornek patří k druhově neobyčejně bohatým oblastem. Bryologické průzkumy potvrdily výskyt 69 druhů mechorostů, z nichž některé náleží k celorepublikově ohroženým. Podobně vysoká je i rozmanitost hub (366 druhů). Zaznamenáno bylo 45 druhů ptáků, z toho 35 hnízdících.
Plošinu v nejvyšších partiích území, kde byly lesy vykáceny kvůli pastvinám, postupně zarůstají druhově chudá společenstva nepůvodních rostlin, např. trnovník akát (Robinia pseudacacia), ovsík vyvýšený (Arrhenatherum elatius) a vlaštovičník větší (Chelidonium majus). Mezi těmito porosty se roztroušeně vyskytují enklávy bezlesí s řadou ohrožených a chráněných druhů, např. koniklecem velkokvětým (Pulsatilla grandis), omanem oko Kristovo (Inula oculus-christi), kosatcem nízkým (Iris pumila), hlaváčkem jarním (Adonis vernalis), bělozářkou větvitou (Anthericum ramosum) aj. Na nejteplejších stanovištích se vyskytují teplomilné doubravy s dominantním dubem zimním (Quercus petraea), křovitým dřínem obecným (Cornus mas), v podrostu např. s třemdavou bílou (Dictamnus albus) a prvosenkou jarní (Primula veris). Svahy porůstají výmladkové dubohabrové lesy s bohatým podrostem, např. plicníkem lékařským (Pulmonaria officinalis), ptačincem velkokvětým (Stellaria holostea), sasankou hajní (Anemonoides nemorosa), jaterníkem trojlaločným (Hepatica nobilis) nebo svídou krvavou (Cornus sanguinea). Na příkrých svazích hlouběji v údolí roste suťový les s habrem obecným (Carpinus betulus), v jehož podrostu se vyskytují např. lipnice hajní (Poa nemoralis), kakost smrdutý (Geranium robertianum) nebo chráněná lilie zlatohlavá (Lilium martagon). V úzkém údolí Říčky pak převažují břehové porosty olšin s olší lepkavou (Alnus glutinosa), mokrýšem střídavolistým (Chrysosplenium alternifolium), prvosenkou vyšší (Primula elatior) nebo netýkavkou nedůtklivou (Impatiens noli-tangere).
Z významných druhů bezobratlých se tu na jediné lokalitě v ČR vyskytuje nesytka jednopásá, dále např. kriticky ohrožený motýl jasoň dymnivkový (Parnassius mnemosyne), ohrožený roháč obecný (Lucanus cervus) či plž lačník stepní (známý v ČR jen z několika lokalit). Z ptáků je možné na Velkém Horneku zastihnout datla černého (Dryocopus martius), strakapouda velkého (Dendrocopos major), žlunu zelenou (Picus viridis), brhlíka lesního (Sitta europaea), drozda zpěvného (Turdus philomelos), mlynaříka dlouhoocasého (Aegilathos caudatus), střízlíka obecného (Troglodytes troglodytes), sýkoru uhelníčka (Parus ater), sýkoru modřinku (Parus coeruleus), sýkoru parukářku (Parus cristatus), sýkoru koňadru (Parus major) aj. Z dalších obratlovců jsou významné chráněné druhy ještěrka zelená (Lacerta viridis) a rosnička zelená (Hyla arborea).

## Galerie

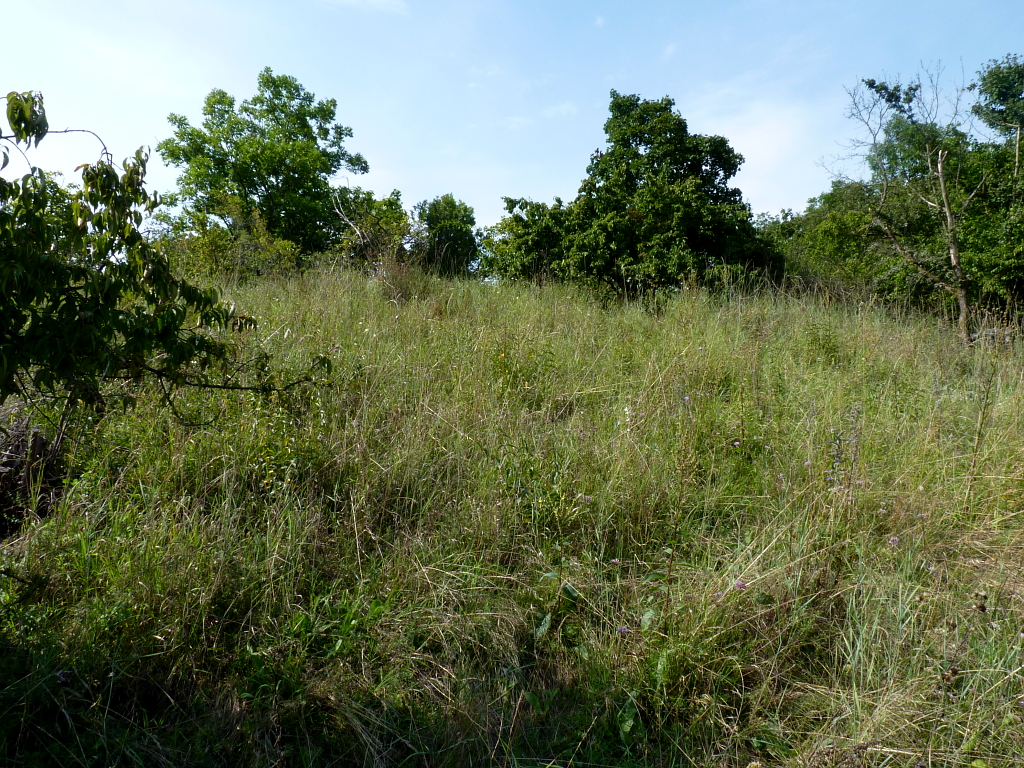
Stepní trávník
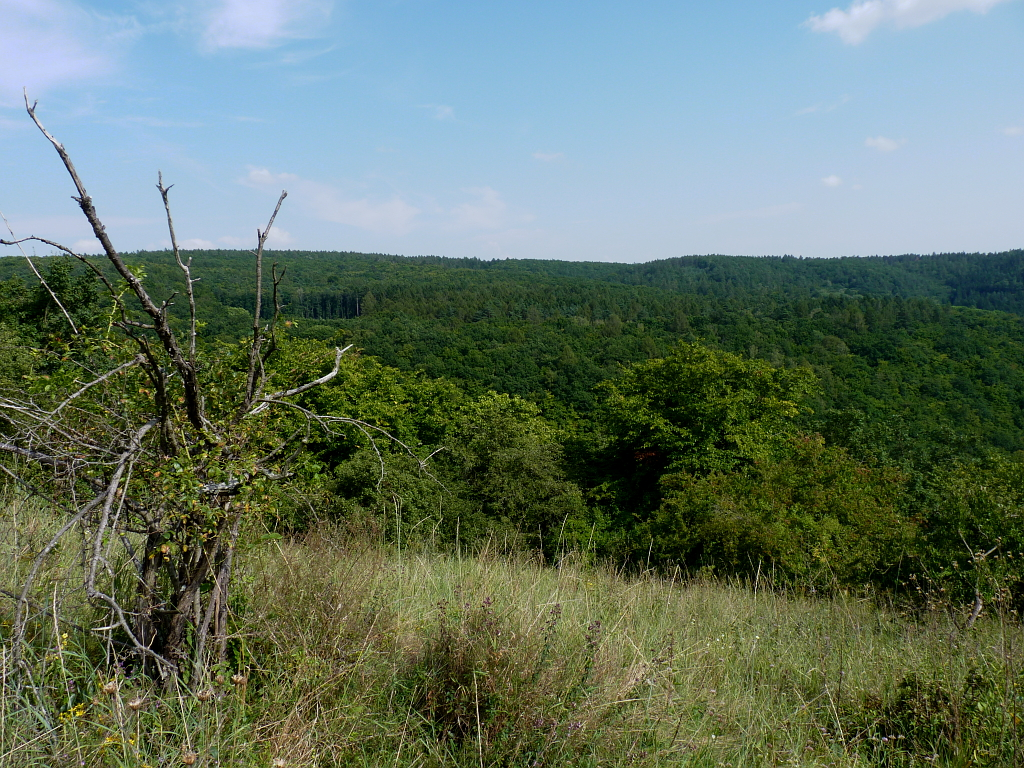
Vyhlídka přes údolí
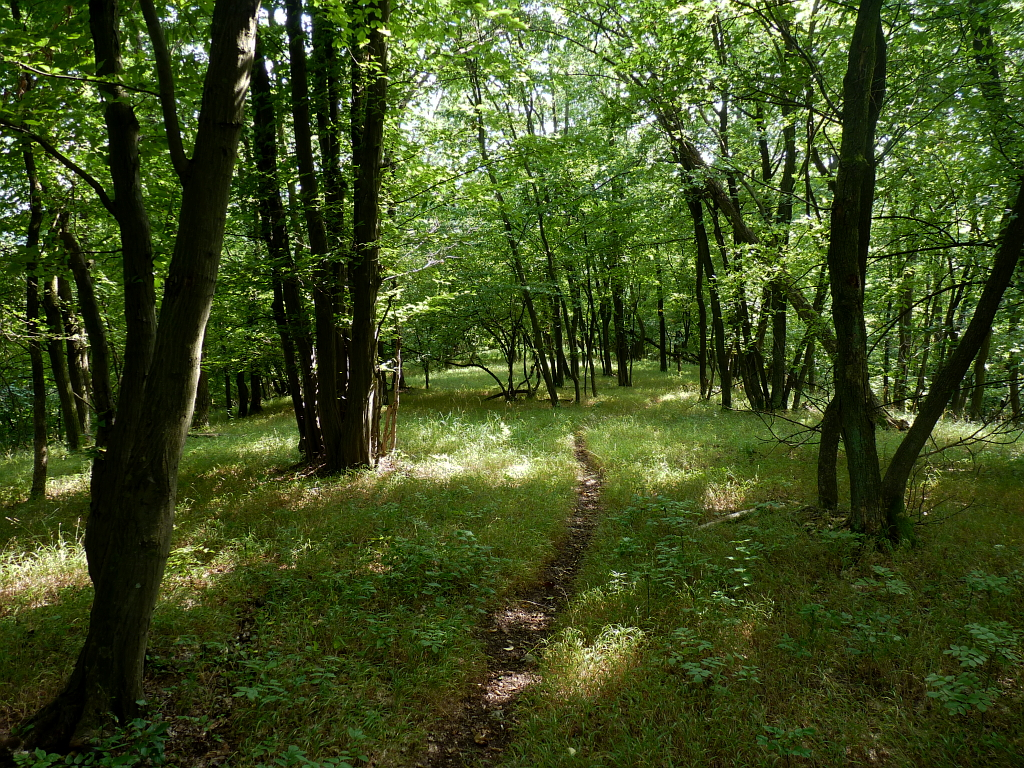
Dubohabrový les